# Шомахетія
Шомахетія (груз. შომახეთი) — село в Грузії.
За даними перепису населення 2014 року в селі проживає 771 особа.